# Nelson Évora
Nelson Évora (Abidjan, 20 aprile 1984) è un triplista e lunghista capoverdiano naturalizzato portoghese, campione olimpico, mondiale ed europeo di salto triplo.

## Record nazionali
Seniores
Record nazionali capoverdiani
- Salto in lungo: 7,57 m ( Lisbona, 25 maggio 2002)
- Salto triplo: 16,15 m ( Braga, 10 giugno 2001)
- Salto in alto indoor: 1,97 m ( Espinho, 5 febbraio 2000)
- Salto in lungo indoor: 7,50 m ( Espinho, 10 febbraio 2002)
- Salto triplo indoor: 15,61 m ( Lisbona, 3 marzo 2001)

Record nazionali portoghesi
- Salto triplo indoor: 17,40 m ( Birmingham, 3 marzo 2018)

## Progressione

### Salto in lungo
| Stagione | Misura | Luogo     | Data      | Rank. Mond. |
| -------- | ------ | --------- | --------- | ----------- |
| 2009     | 7,94 m | Leiria    | 20-6-2009 | 93º         |
| 2009     | 7,94 m | Seixal    | 30-5-2009 | 93º         |
| 2008     | 7,99 m | Faro      | 7-6-2008  | 71º         |
| 2007     | 8,10 m | Milano    | 23-6-2007 | 34º         |
| 2006     | 8,05 m | Salonicco | 17-6-2006 | 44º         |
| 2005     | 7,59 m | Lisbona   | 23-7-2005 | 317º        |
| 2003     | 7,83 m | Tampere   | 25-7-2003 | 132º        |
| 2002     | 7,66 m | Vila Real | 2-6-2002  | 251º        |
| 2001     | 7,55 m | Lisbona   | 16-6-2001 | 324º        |

### Salto in lungo indoor
| Stagione | Misura | Luogo   | Data      | Rank. Mond. |
| -------- | ------ | ------- | --------- | ----------- |
| 2011     | 7,67 m | Pombal  | 12-2-2011 | 114º        |
| 2008     | 8,02 m | Espinho | 2-2-2008  | 15º         |
| 2007     | 7,62 m | Espinho | 18-2-2007 | 116º        |
| 2006     | 8,08 m | Espinho | 11-2-2006 | 12º         |
| 2005     | 7,00 m | Espinho | 5-2-2005  | 468º        |
| 2004     | 7,54 m | Espinho | 31-1-2004 | 162º        |
| 2003     | 7,53 m | Espinho | 23-2-2003 | 176º        |
| 2002     | 7,50 m | Espinho | 10-2-2002 | 176º        |
| 2001     | 7,26 m | Espinho | 24-2-2002 | 266º        |
| 2000     | 6,93 m | Espinho | 5-2-2000  | 307º        |

### Salto triplo
| Stagione | Misura  | Luogo    | Data      | Rank. Mond. |
| -------- | ------- | -------- | --------- | ----------- |
| 2011     | 17,35 m | Taegu    | 4-9-2011  | 8º          |
| 2010     | 16,36 m | Leiria   | 17-6-2010 | 114º        |
| 2009     | 17,66 m | Belém    | 24-5-2009 | 2º          |
| 2008     | 17,67 m | Pechino  | 21-8-2008 | 1º          |
| 2007     | 17,74 m | Osaka    | 27-8-2007 | 2º          |
| 2006     | 17,23 m | Göteborg | 10-8-2006 | 17º         |
| 2005     | 16,89 m | Erfurt   | 17-7-2005 | 39º         |
| 2004     | 16,04 m | Lisbona  | 1-8-2004  | 192º        |
| 2003     | 16,43 m | Tampere  | 27-7-2003 | 89º         |
| 2002     | 15,87 m | Kingston | 20-7-2002 | 249º        |
| 2001     | 16,15 m | Braga    | 10-6-2001 | 139º        |

### Salto triplo indoor
| Stagione | Misura  | Luogo     | Data      | Rank. Mond. |
| -------- | ------- | --------- | --------- | ----------- |
| 2011     | 16,69 m | Pombal    | 13-2-2011 | 32º         |
| 2008     | 17,33 m | Karlsruhe | 10-2-2008 | 3º          |
| 2007     | 17,17 m | Stoccarda | 3-2-2007  | 7º          |
| 2006     | 17,19 m | Mosca     | 25-1-2006 | 8º          |
| 2004     | 16,85 m | Mosca     | 15-2-2004 | 16º         |
| 2003     | 16,34 m | Espinho   | 22-2-2003 | 48º         |
| 2001     | 15,61 m | Lisbona   | 3-3-2001  | 171º        |
| 2000     | 14,93 m | Espinho   | 6-2-2000  | 246º        |

## Palmarès
| Anno | Manifestazione  | Sede           | Evento         | Risultato | Prestazione | Note                                     |
| ---- | --------------- | -------------- | -------------- | --------- | ----------- | ---------------------------------------- |
| 2002 | Mondiali U20    | Kingston       | Salto triplo   | 6º        | 15,87 m     |                                          |
| 2003 | Europei U20     | Tampere        | Salto in lungo | Oro       | 7,83 m      | Miglior prestazione personale stagionale |
| 2003 | Europei U20     | Tampere        | Salto triplo   | Oro       | 16,43 m     | Miglior prestazione personale stagionale |
| 2004 | Mondiali indoor | Budapest       | Salto triplo   | 19º (q)   | 16,30 m     |                                          |
| 2004 | Giochi olimpici | Atene          | Salto triplo   | 40º (q)   | 15,72 m     |                                          |
| 2005 | Europei U23     | Erfurt         | Salto triplo   | Bronzo    | 16,89 m     |                                          |
| 2005 | Mondiali        | Helsinki       | Salto triplo   | 14º (q)   | 16,60 m     |                                          |
| 2006 | Mondiali indoor | Mosca          | Salto triplo   | 6º        | 17,14 m     |                                          |
| 2006 | Europei         | Göteborg       | Salto triplo   | 6º        | 7,91 m      |                                          |
| 2006 | Europei         | Göteborg       | Salto triplo   | 4º        | 17,07 m     |                                          |
| 2007 | Europei indoor  | Birmingham     | Salto triplo   | 5º        | 16,97 m     |                                          |
| 2007 | Mondiali        | Osaka          | Salto triplo   | Oro       | 17,74 m     | Record nazionale                         |
| 2008 | Mondiali indoor | Valencia       | Salto triplo   | Bronzo    | 17,27 m     |                                          |
| 2008 | Giochi olimpici | Pechino        | Salto triplo   | Oro       | 17,67 m     | Miglior prestazione mondiale stagionale  |
| 2009 | Universiade     | Belgrado       | Salto triplo   | Oro       | 17,22 m     |                                          |
| 2009 | Mondiali        | Berlino        | Salto triplo   | Argento   | 17,55 m     |                                          |
| 2011 | Universiade     | Shenzhen       | Salto triplo   | Oro       | 17,31 m     | Miglior prestazione personale stagionale |
| 2011 | Mondiali        | Taegu          | Salto triplo   | 5º        | 17,35 m     | Miglior prestazione personale stagionale |
| 2014 | Europei         | Zurigo         | Salto triplo   | 6º        | 16,78 m     |                                          |
| 2015 | Europei indoor  | Praga          | Salto triplo   | Oro       | 17,21 m     | Miglior prestazione personale stagionale |
| 2015 | Mondiali        | Pechino        | Salto triplo   | Bronzo    | 17,52 m     | Miglior prestazione personale stagionale |
| 2016 | Mondiali indoor | Portland       | Salto triplo   | 4º        | 16,89 m     | Miglior prestazione personale stagionale |
| 2016 | Europei         | Amsterdam      | Salto triplo   | 17º (q)   | 16,27 m     |                                          |
| 2016 | Giochi olimpici | Rio de Janeiro | Salto triplo   | 6º        | 17,03 m     | Miglior prestazione personale stagionale |
| 2017 | Europei indoor  | Belgrado       | Salto triplo   | Oro       | 17,20 m     | Miglior prestazione personale stagionale |
| 2017 | Mondiali        | Londra         | Salto triplo   | Bronzo    | 17,19 m     |                                          |
| 2018 | Mondiali indoor | Birmingham     | Salto triplo   | Bronzo    | 17,40 m     | Record nazionale                         |
| 2018 | Europei         | Berlino        | Salto triplo   | Oro       | 17,10 m     | Miglior prestazione personale stagionale |
| 2019 | Europei indoor  | Glasgow        | Salto triplo   | Argento   | 17,11 m     | Miglior prestazione personale stagionale |
| 2019 | Mondiali        | Doha           | Salto triplo   | 15º (q)   | 16,80 m     |                                          |
| 2021 | Giochi olimpici | Tokyo          | Salto triplo   | 27º (q)   | 15,39 m     |                                          |

## Campionati nazionali
- 1 volta campione portoghese nel salto in lungo (2007)
- 2 volte campione portoghese nel salto triplo (2003, 2007)
- 3 volte campione portoghese indoor nel salto in lungo (2006, 2007, 2008)
- 6 volte campione portoghese indoor nel salto triplo (2003, 2004, 2005, 2006, 2007, 2008)

## Altre competizioni internazionali
2005
- 4º nella finale B di Coppa Europa ( Leiria), salto triplo - 16,58 m

2006
- Oro nella finale B di Coppa Europa ( Salonicco), salto in lungo - 8,05 m

2007
- Bronzo alla World Athletics Final ( Stoccarda), salto triplo - 17,30 m

2008
- Oro alla World Athletics Final ( Stoccarda), salto triplo - 17,24 m

2009
- Argento agli Europei a squadre ( Leiria), salto in lungo - 7,94 m
- Oro agli Europei a squadre ( Leiria), salto triplo - 17,59 m